# Cantagiro
.

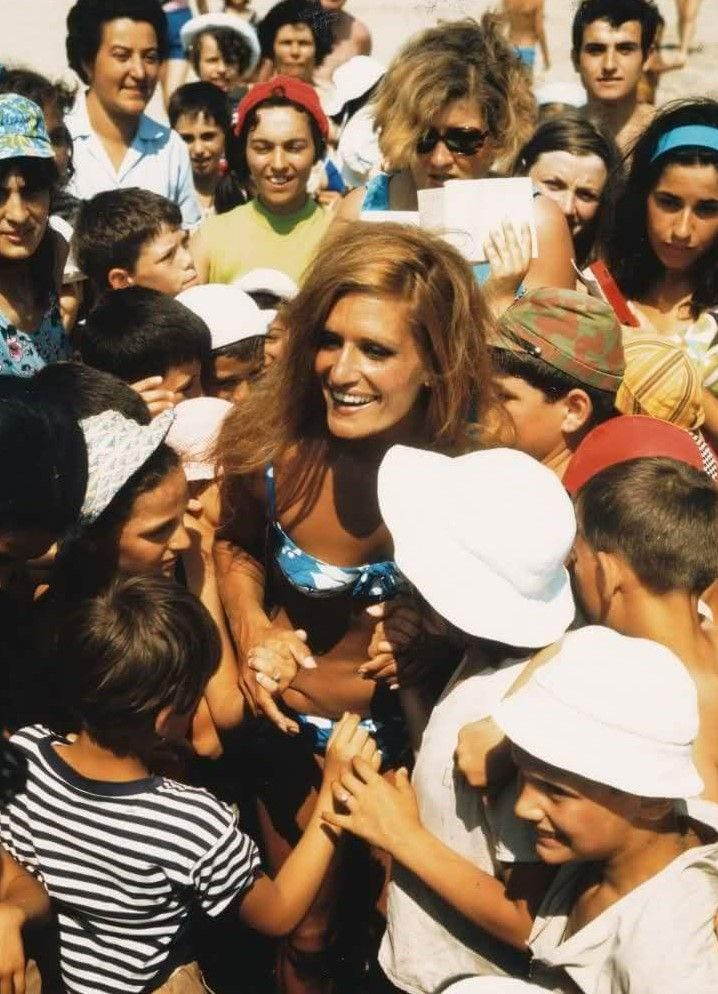
Dalida într-o mulțime de fani entuziasmați pe plaja din Senigallia, Italia, în timpul unei pauze din turneul Cantagiro, în iulie 1968.

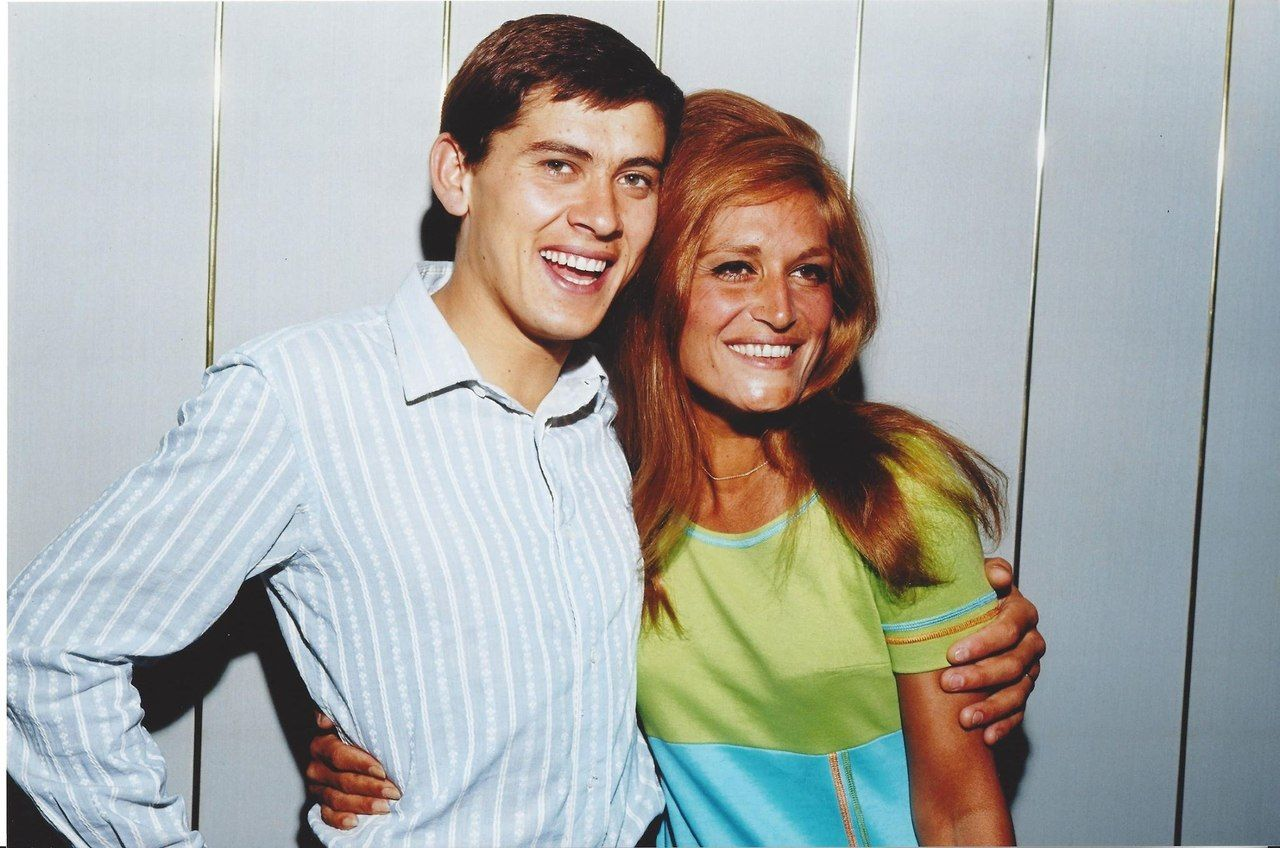
Dalida și Gianni Morandi în turneul din Cantagiro 1968

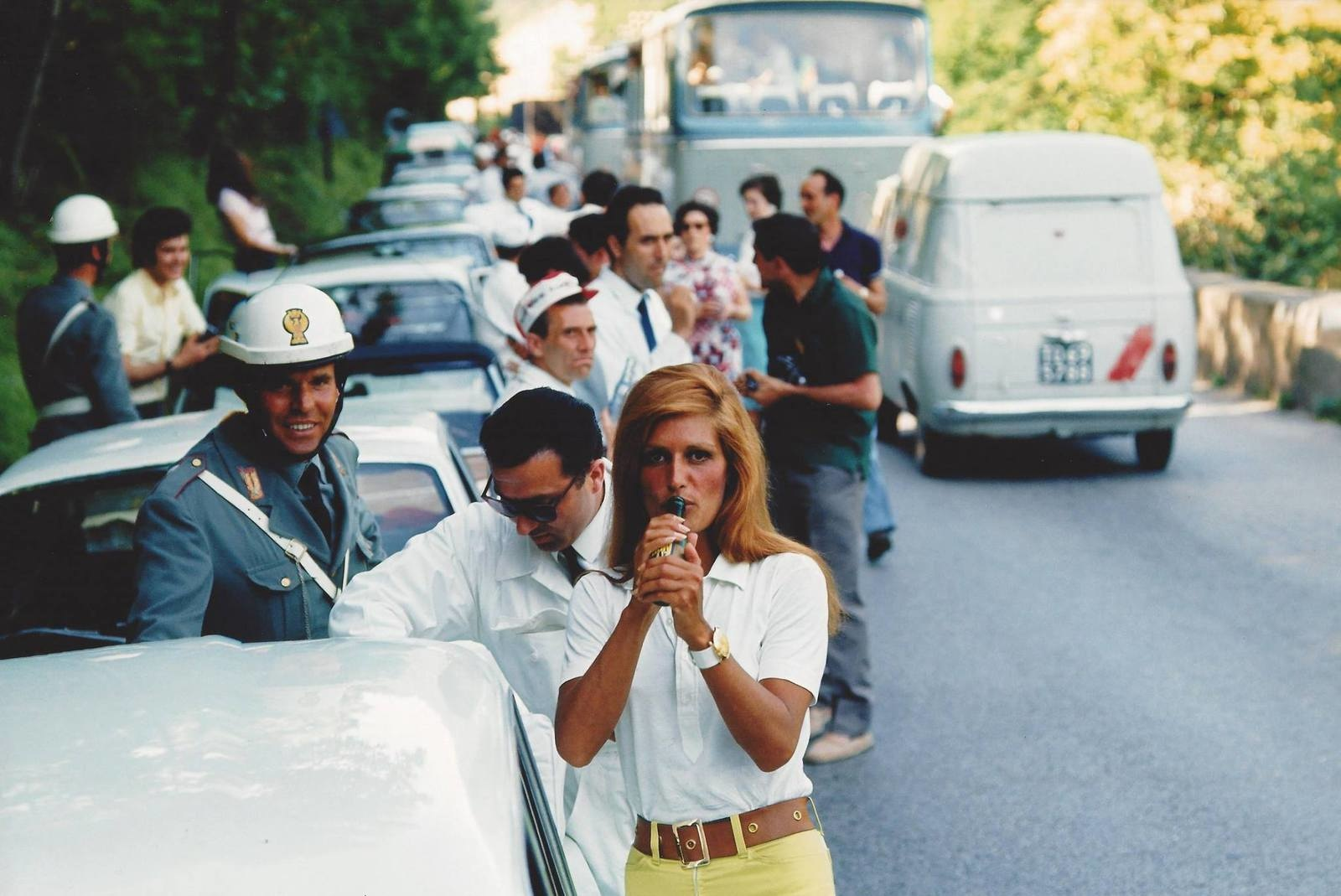
Dalida în timpul laboriosului turneu Cantagiro din 1968

Cantagiro este un festival muzical de vară itinerant, care are loc în fiecare an în Italia.
Acest festival este printre primele evenimente muzicale din Italia (ediția inițială a avut loc în 1962), precum și unul dintre cele mai importante. Seara de încheiere se difuzează pe Rai 1.
Numele festivalului este o referire la cursa de ciclism Giro d'Italia și, la fel ca acesta, Cantagiro a fost organizat ca o cursă pe etape constând din unsprezece sau douăsprezece etape zilnice, fiecare având loc într-un alt oraș.

## Istoria festivalului Cantagiro

### Prima perioadă: 1962-1974
Prima ediție a evenimentului a avut loc în anul 1962. A fost prezentat de Nuccio Costa și actrița Dany París.
Caravana cântătoare călătorea în jurul Italiei cu mai mulți cântăreți concurând între ei, judecați de jurii populare alese din publicul diferitelor orașe. În fiecare seară a fost anunțat câștigătorul etapei, iar în etapa finală (în Fiuggi) a fost anunțat câștigătorul general. Timp de 5 ediții consecutive (din 1968 până în 1972) finala s-a disputat la Recoaro Terme, pe scena Fonti Centrali.
Finala a fost împărțită în trei seri, cu atransmisie TV în direct pe Rai Uno, a serii finale.
Interpreții și piesele aferente au fost împărțite în secțiuni:
- Grupa A – includea artiști celebri;
- Grupa B – „propunerile de cântare noi”;
- Grupa C – introdus în anii 1966 și 1967 includea grupuri muzicale.

### A doua perioadă: 1977-1981
După o pauză, în 1977 festivalul a fost reluat cu o ediție în ton minor, la care Junie Russo (cunoscută mai târziu sub numele de Giuni Russo) a participat printre altele cu Mai, Giulietta Sacco cu Dicitencelle (de Alberto Sciotti și Augusto Visco), Giancarlo D'Auria cu  Tu dormi dolce amore  (de L. și A. Maiello) și [ [Nino Minieri]] cu „Vai via con lui” (Du-te cu el), care a fost câștigător, iar într-o ediție ulterioară, printre alții, Toni Santagata cu Ai lavate punk.

### A treia perioadă și renașterea în „Nuovo Cantagiro” (Noul Cantagiro): 1990-1993
În 1990 s-a încercat renașterea evenimentului după ani de neglijență: pentru această ocazie titlul a fost chiar redenumit cu numele de „Nuovo Cantagiro” și au fost ținute patru ediții consecutive difuzate pe Rai 2: succesul însă nu mai era comparabil cu cel din anii 1960, iar după ediția [1993]] noul Cantagiro și-a închis din nou porțile.

### A patra perioadă: din 2005
În 2005 evenimentul și-a schimbat complet stilul și decorul, devenind aproape fără legătură cu edițiile trecute, atât de mult încât s-a decis să nu se mai folosească nici numele de Cantagiro. Ezio Radaelli, patronul istoric, a murit în 1995: producția a trecut apoi în mâinile lui Enzo De Carlo, un promotor care, prin achiziționarea mărcii, s-a întors în piețe aducând muzica și vizualizarea artiștilor emergenti.
Festivalul a fost subiectul principal al a două filme musicarello, Scream against melody in Cantagiro 1963 (1964) și La più bella coppia del mondo (Cel mai frumos cuplu din lume) (1967).

### Premianții Cantagiro
- 1962[4]:
  - Grupa A - Adriano Celentano - Stai lontana da me
  - Grupa B - Donatella Moretti - L'abbraccio
- 1963:
  - Grupa A - Peppino di Capri - Non ti credo
  - Grupa B - Michele - Se mi vuoi lasciare
- 1964:
  - Grupa A - Gianni Morandi - In ginocchio da te
  - Grupa B - Paolo Mosca - La voglia dell'estate
- 1965:
  - Grupa A - Rita Pavone - Lui
  - Grupa B - Mariolino Barberis - Il duca della luna
- 1966:
  - Grupa A - Gianni Morandi - Notte di ferragosto
  - Grupa B - Mariolino Barberis - Spiaggia d'argento
  - Grupa C - Equipe 84 - Io ho in mente te
- 1967
  - Grupa A - Rita Pavone - Questo nostro amore
  - Grupa B - Massimo Ranieri - Pietà per chi ti ama
  - Grupa C - The Motowns - Prendi la chitarra e vai
- 1968:
  - Grupa A - Caterina Caselli - Il volto della vita
  - Grupa B - Showmen - Un'ora sola ti vorrei
- 1969:
  - Grupa A - Massimo Ranieri - Rose rosse
  - Grupa B - Rossano - Ti voglio tanto bene
- 1970:
  - Grupa A - Non c'è classifica
  - Grupa B - Paolo Mengoli - Mi piaci da morire
- 1971:
  - Nu există clasament
- 1972:
  - Grupa A - Nu există clasament
  - Grupa B - FM2 - Chérie chérie
  - Grupa C - Gens - Per chi
- 1978:
  - Limousine - Camminerò solo
- 1980:
  - Alex Damiani - Cambierò cambierai